# دارکوب تاج‌زرد
دارکوب تاج‌زرد (نام علمی: Leiopicus mahrattensis) نام یک گونه از خانواده دارکوب است.